# Riaguas de San Bartolomé
Riaguas de San Bartolomé é um município da Espanha na província de Segóvia, comunidade autónoma de Castela e Leão, de área 11,65 km² com população de 67 habitantes (2006) e densidade populacional de 6,93 hab/km².

## Demografia
| Variação demográfica do município entre 1991 e 2004 | Variação demográfica do município entre 1991 e 2004 | Variação demográfica do município entre 1991 e 2004 | Variação demográfica do município entre 1991 e 2004 |
| --------------------------------------------------- | --------------------------------------------------- | --------------------------------------------------- | --------------------------------------------------- |
| 1991                                                | 1996                                                | 2001                                                | 2004                                                |
| 79                                                  | 82                                                  | 90                                                  | 81                                                  |